# Salix sericans
Salix sericans är en videväxtart som beskrevs av Ignaz Friedrich Tausch. Salix sericans ingår i släktet viden, och familjen videväxter. Inga underarter finns listade i Catalogue of Life.